# Drassodes deserticola
Drassodes deserticola är en spindelart som beskrevs av Simon 1893. Drassodes deserticola ingår i släktet Drassodes och familjen plattbuksspindlar. Inga underarter finns listade i Catalogue of Life.